# Nang

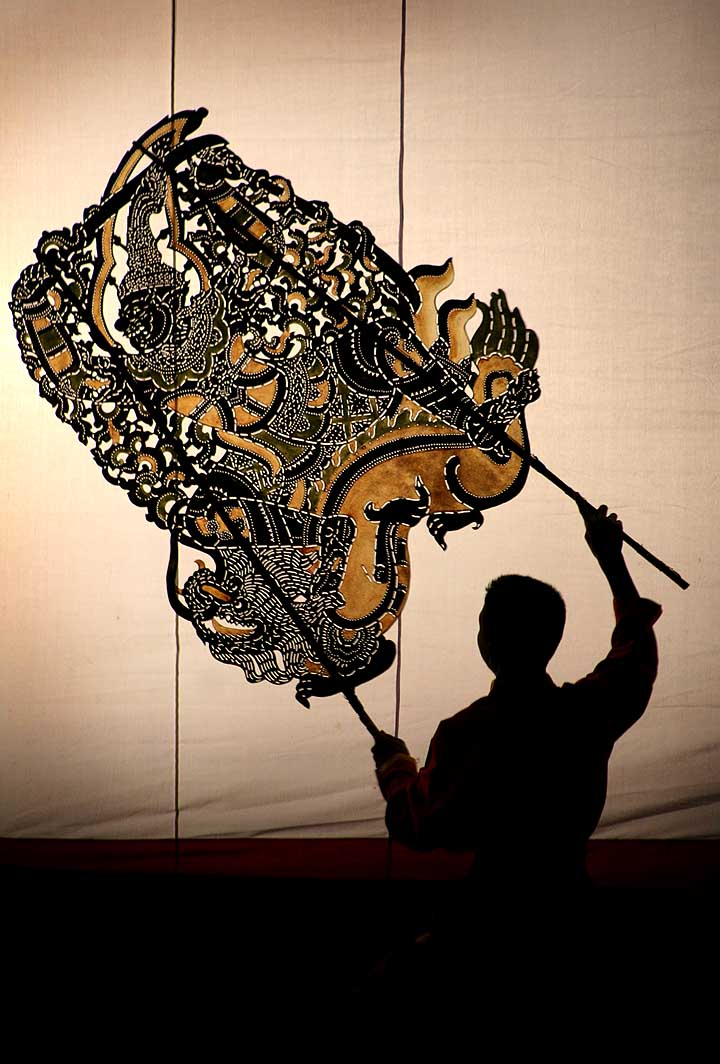
Lalka teatru nang yai

Nang (język tajski: หนัง) – tajski teatr cieni, oparty na lokalnej wersji Ramajany. Do przedstawień wykorzystuje się specjalnie wykrojone skóry bawole. Przedstawieniu towarzyszy akompaniament muzyczny. Najstarsza zachowana wzmianka o tej formie sztuki pochodzi z XV w. Istnieją dwie regionalne odmiany: nang yai (zachodnia) oraz nang talung (południowa).